# 4865 Sor
4865 Sor (1988 UJ) là một tiểu hành tinh vành đai chính được phát hiện ngày 18 tháng 10 năm 1988 bởi T. Seki ở Geisei.